# Hypena cirphoides
Hypena cirphoides är en fjärilsart som beskrevs av Rothschild 1915. Hypena cirphoides ingår i släktet Hypena och familjen nattflyn. Inga underarter finns listade i Catalogue of Life.